# Maniquí de Madagascar
El maniquí de Madagascar (Lepidopygia nana) és un ocell de la família dels estríldids (Estrildidae) i única espècie del gènere Lepidopygia Reichenbach, 1862.

## Hàbitat i distribució
Habita praderies amb matolls i conreus de les terres baixes de Madagascar.